# جان راب
جان راب (بالفرنسية: Jean Rapp)‏ هو عسكري وسياسي فرنسي، ولد في 27 أبريل 1771 في فرنسا، وتوفي في 8 نوفمبر 1821 في ألمانيا. انتخب Peer of France ‏ وانتخب Pair of France ‏ وانتخب نائب فرنسي.

## معرض صور

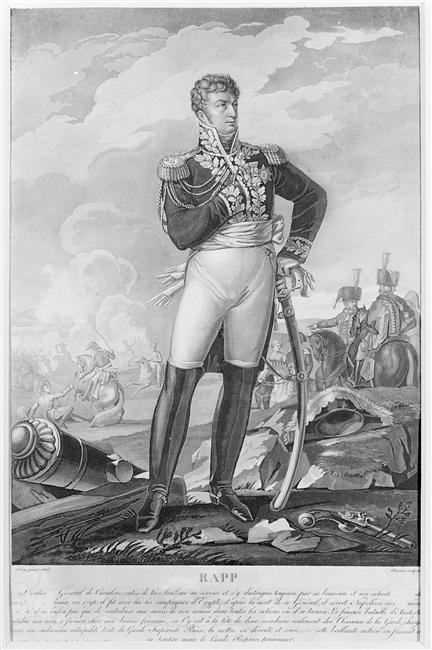
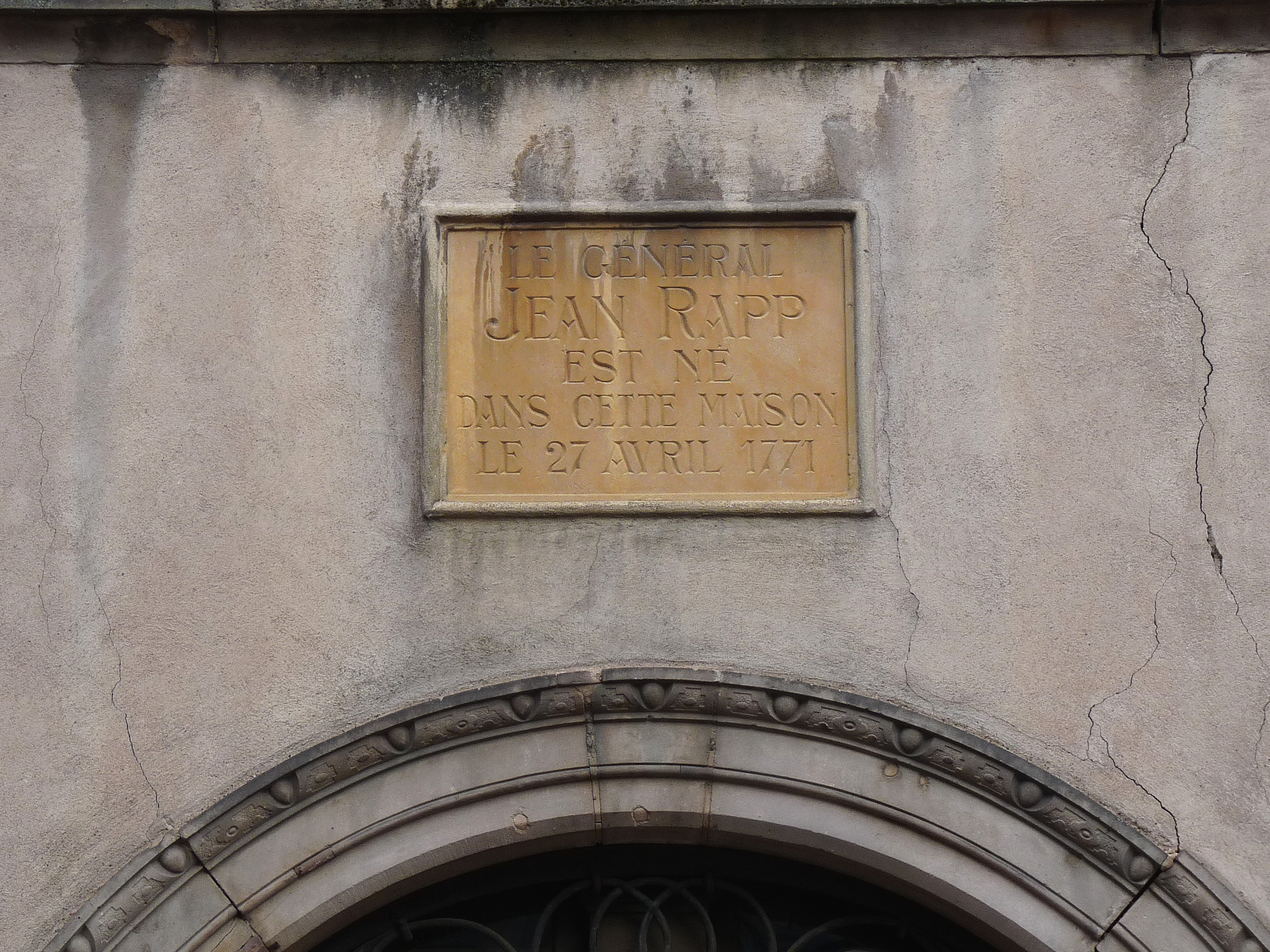
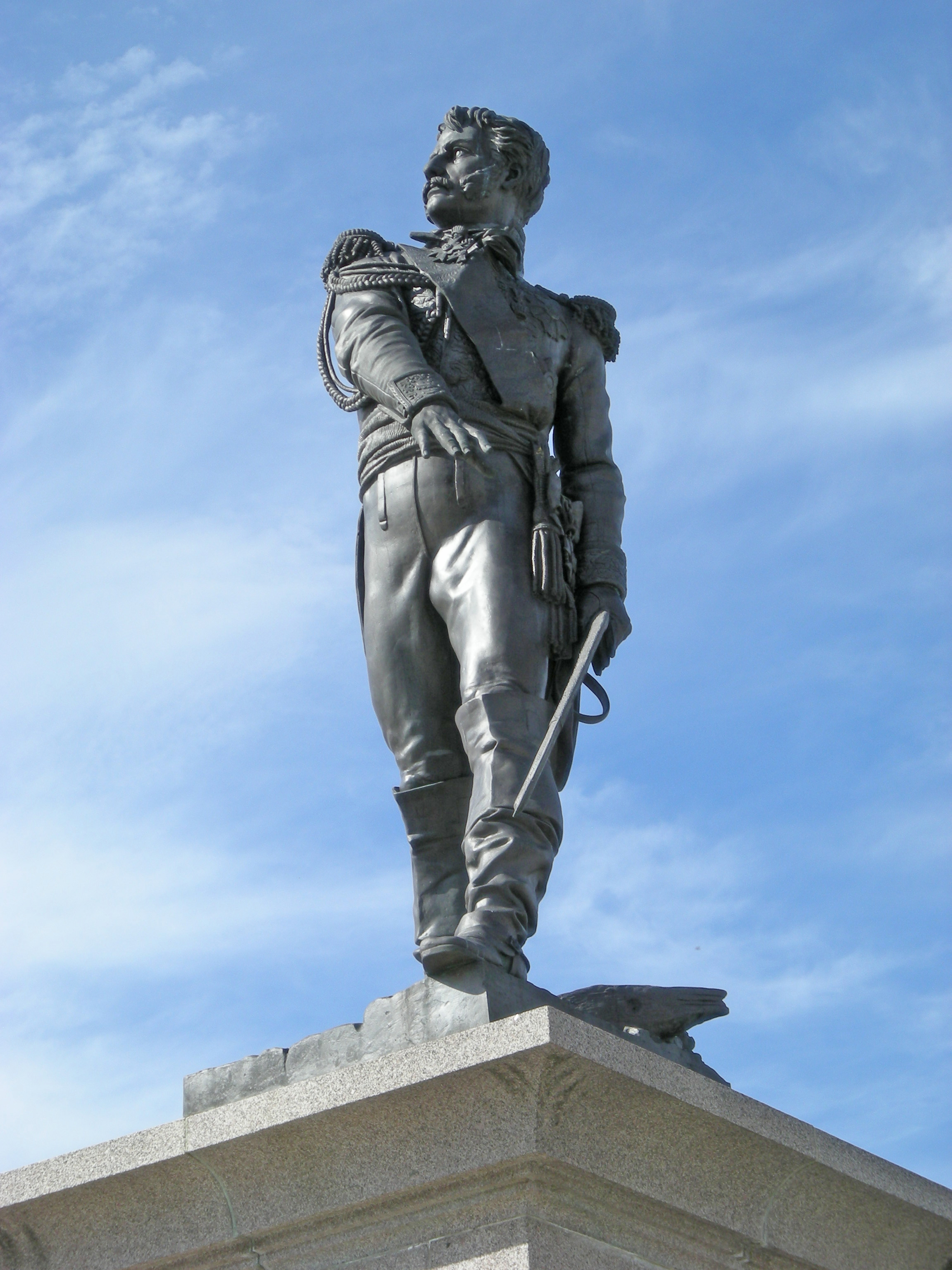